# Luisa D'Oliveira
Pour les articles homonymes, voir D'Oliveira.
Luisa D'Oliveira, née le 6 octobre 1986 à Vancouver, dans la Colombie-Britannique, est une actrice canadienne. 
Elle est surtout connue pour incarner le rôle d'Emori dans la série télévisée Les 100.

## Biographie
Née à Vancouver, en Colombie Britannique, Luisa D'Oliveira a joué dans plusieurs films étudiants au collège et au lycée avant d'étudier les sciences à l'université pendant un an. Ensuite, elle s'est consacrée au cinéma. Elle a déclaré dans une interview : « Ce n'était juste pas assez créatif pour moi [J'ai trouvé ma voie assez rapidement en recommençant à jouer]. »
Luisa D'Oliveira est d'ascendance portugaise, chinoise, française, écossaise et irlandaise.
En 2014 elle rejoint le casting de la série The 100 ou elle joue le rôle d'Emori, une voleuse qui rejoint le groupe des jeunes rescapés après sa rencontre avec Murphy. Personnage secondaire des 2e et 3e saisons, elle devient un des rôles principaux de la 4e à la 7e et dernière saison.

## Filmographie

### Cinéma

#### Longs métrages
- 2009 : The Break-Up Artist de Steve Woo : Marissa
- 2010 : Percy Jackson : Le Voleur de foudre (Percy Jackson & the Olympians: The Lightning Thief) de Chris Columbus : une fille d'Aphrodite
- 2011 : Alvin et les Chipmunks 3 (Alvin and the Chipmunks: Chipwrecked) de Mike Mitchell : Tessa
- 2011 : 50/50 de Jonathan Levine : Agabelle Loogenburgen
- 2013 : Killers Game de Jesse V. Johnson : la réceptionniste

#### Courts métrages
- 2007 : The Vent de Kyle Sandilands : Elizabeth
- 2009 : Fragile de Eric Maran : Ana
- 2014 : What Doesn't Kill You de Rob Grant : une policière

### Télévision

#### Séries télévisées
- 2008 : The Guard : Kierra (1 épisode)
- 2008 : Supernatural : Jenny (épisode 7, saison 4)
- 2009 : The Good Wife : Sandra Pai (épisode 1, saison 1)
- 2009 : Psych : Enquêteur malgré lui : Sissy (épisode 15, saison 3)
- 2011 : The Secret Circle : Simone (épisode 6, saison 1)
- 2011 : Hellcats : Meredith (épisode 14, saison 1)
- 2013 : Cracked : inspecteur Poppy Wisnefski (21 épisodes)
- 2014 : Rookie Blue : Essie (épisode 5, saison 5)
- 2015-2020 : Les 100 : Emori (44 épisodes)
- 2015 : Motive : Maria Snow (9 épisodes)
- 2016 : Channel Zero : Amy Welch (6 épisodes)
- 2019 : Supergirl  : Elena Torres / Breathtaker (épisodes 4 et 5, saison 5)

#### Téléfilms
- 2009 : Chasseuse de tempêtes (Storm Seekers) de George Mendeluk : Ashley
- 2009 : Les Deux Visages de ma fille (Stranger with My Face) de Jeff Renfroe : Nat Colson
- 2009 : Tornades de glace (Ice Twisters) de Steven R. Monroe : Paloma (prénom : Ashley dans le film)
- 2011 : To the Mat de Robert Iscove : Elisabeth Sutcliffe
- 2011 : The Terror Beneath de Paul Ziller : Kate
- 2012 : The Selection de Mark Piznarski : Fiona Castley
- 2012 : Space Twister de Sheldon Wilson : Megan MacGregor
- 2012 : Le Rêve du chanteur masqué (Rags) de Bille Woodruff : MTV VJ
- 2015 : Piégés (Into the Grizzly Maze) de David Hackl : Zoe Langford
- 2016 : Amour et plaquages (Love on the Sidelines) de Terry Ingram : Patty
- 2021 : Une proposition de rêve pour Noël (A Christmas Proposal) : Brooklyn
- 2022 : La saison des mariages (Weeding Season) : Michelle
- 2023 : The Surrogate Scandal : Grace